# Tannenberg (Burggen)
Tannenberg ist ein Gemeindeteil von Burggen im oberbayerischen Landkreis Weilheim-Schongau.

## Lage
Das Pfarrdorf Tannenberg liegt circa zweieinhalb Kilometer westlich von Burggen. Es wird von der Kreisstraße WM 12 durchquert.

## Geschichte
Namensgebend für den Ort war die ehemalige Burg der freiherrlichen Familie von Tannenberg, deren wichtigster Vertreter ein 1219 im Gefolge Kaiser Friedrichs II. erwähnter Berthold von Tannenberg war.
Im Jahr 1346 ging das Dorf an das Hochstift Augsburg über. Die ehemalige Burg wurde 1525 im Bauernkrieg niedergebrannt und von Bischof Otto Truchseß von Waldburg wieder aufgebaut.
Vor der Gemeindegebietsreform war Tannenberg eine selbständige Gemeinde mit sieben Ortsteilen:
| - Bernried - Böllenburg - Hausenried - Kienberg | - Reisgang - Tannenberg - Westerhof |

Am 1. Mai 1978 wurde die Gemeinde aufgelöst. Der Hauptort Tannenberg, Bernried und Hausenried wurden nach Burggen eingegliedert, die restlichen Gemeindeteile kamen zur Gemeinde Bernbeuren.

## Baudenkmäler
- Katholische Pfarrkirche St. Oswald
- Kapelle St. Joseph

## Bodendenkmäler
- Burgstall Tannenberg